# Платинаникель
Платинаникель — бинарное неорганическое соединение
платины и никеля
с формулой NiPt,
кристаллы.

## Получение
- Сплавление стехиометрических количеств чистых веществ:

{\displaystyle {\mathsf {Pt+Ni\ {\xrightarrow {645^{o}C}}\ NiPt}}}

## Физические свойства
Платинаникель образует кристаллы
тетрагональной сингонии,
пространственная группа P 4/mmm,
параметры ячейки a = 0,3823 нм, c = 0,3589 нм, Z = 2,
структура типа медьзолота AuCu
.
Есть данные о структуре
кубической сингонии,

параметры ячейки a = 0,3785 нм, Z = 2,
структура типа медь Cu
.
Соединение по твёрдотельной реакции при температуре 645°С
и имеет большую область гомогенности 40÷55 ат.% платины .